# Kinyongia fischeri
Kinyongia fischeri (Reichenow, 1887) è un sauro della famiglia Chamaeleonidae, endemico della Tanzania.

## Biologia
È una specie ovipara.

## Distribuzione e habitat
La specie è un endemismo della Tanzania, con areale ristretto ai monti Nguru, monti Usambara e monti Uluguru (catena dei monti dell'Arco Orientale).

## Conservazione
La specie è inserita nella Appendice II della Convention on International Trade of Endangered Species (CITES).